# AtlasGlobal
AtlasGlobal, de nome Atlasjet até 31 de março de 2015, foi companhia aérea turca com sede em Istambul, , que operava voos regulares domésticos e internacionais de passageiros, bem como voos charter, principalmente fora da sua base no Aeroporto de Istambul Atatürk.
Em meio a crise global , decretou falência no dia 12/02 , cancelando todos os voos e solicitando para os funcionários não aparecerem mais em sua sede.

## Frota

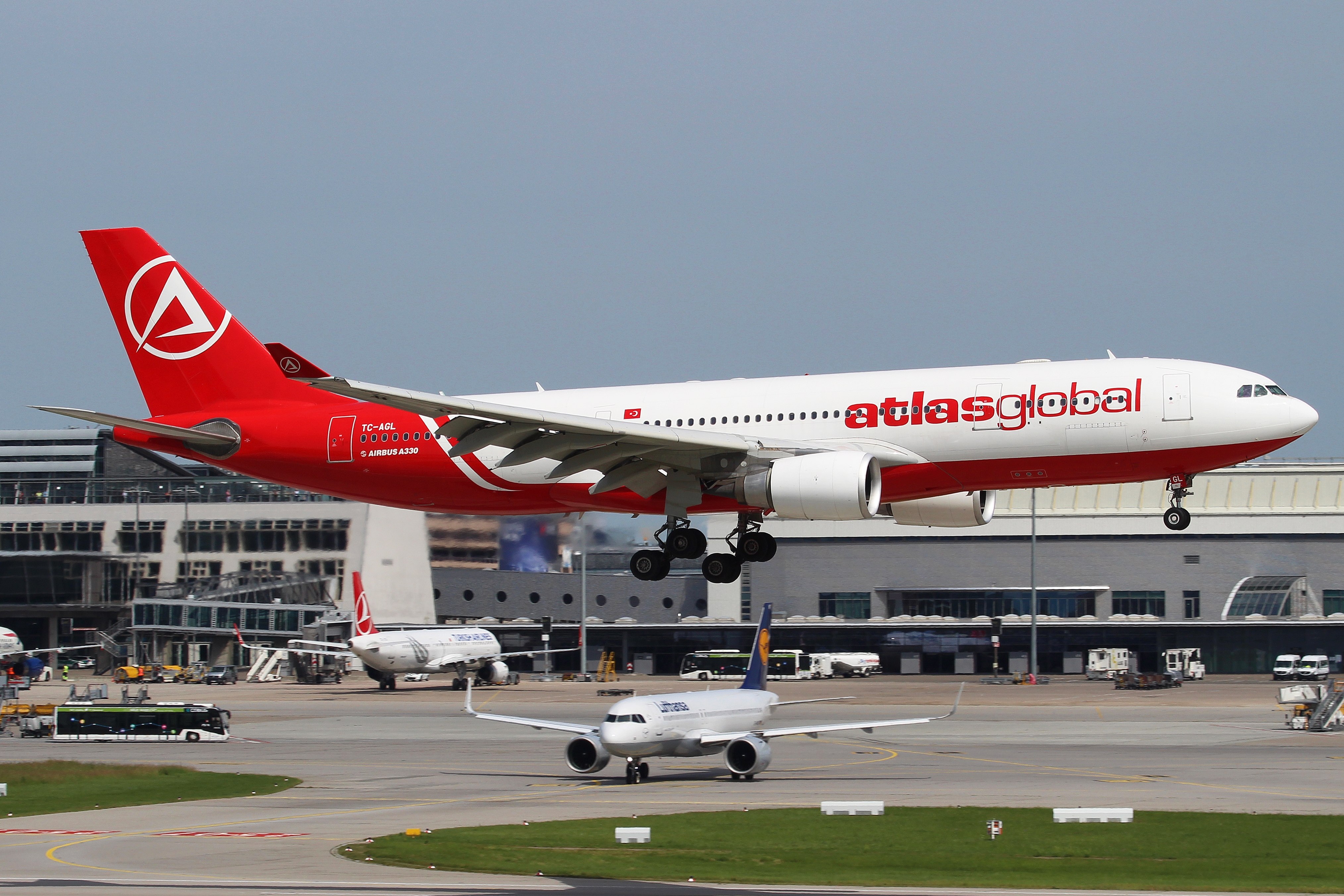
Airbus A330 da AtlasGlobal.

Em janeiro de 2018.
- 1 Airbus A319-100
- 5 Airbus A320-200
- 2 Airbus A321-100
- 14 Airbus A321-200
- 1 Boeing 737-800